# Punta Barrow
La Punta Barrow (Nuvuk, en inuktitut, i Point Barrow, en anglès) és un cap de l'oceà Àrtic. És a l'extrem nord d'Alaska i, per tant, és el punt més septentrional dels Estats Units. És a 2.078 km del pol Nord. No és el punt més septentrional del continent americà perquè el promontori de Murchison, al Canadà, és 64 km més al nord.

## Situació
La Punta Barrow es considera la partió entre el mar dels Txuktxis, a l'oest, i el de Beaufort, a l'est. Les aigües al voltant del cap solen estar habitualment cobertes de gel excepte dos o tres mesos l'any. Uns 14 km al sud-oest hi ha la població de Barrow, amb uns 5.000 habitants.

## Història
La zona havia estat habitada per indígenes de la cultura de Thule des del primer mil·lenni però no va ser descoberta per a Occident fins a l'any 1826, quan hi va arribar l'expedició de Frederick William Beechey, a la recerca del famós Pas del Nord-oest. Fou batejada en honor del polític anglès i impulsor de les expedicions àrtiques, John Barrow.

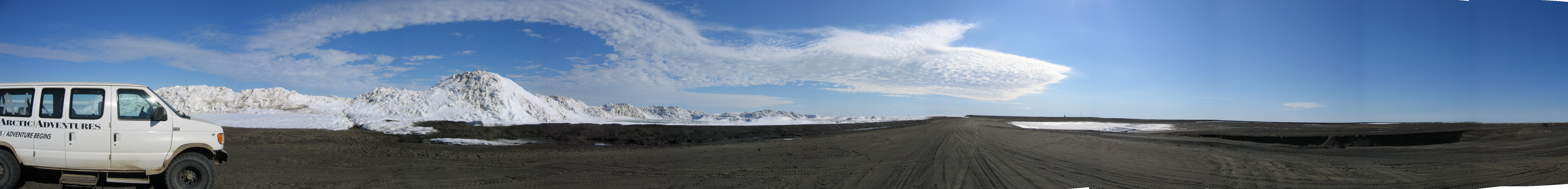
Visió panoràmica de la Punta Barrow.